# C23H28N2O4
化学式C23H28N2O4（摩尔质量：396.48 g/mol）可以指：
- 帕林洛尔，CAS号：65655-59-6
- 多果树碱，CAS号：559-52-4

|  | 这个同类索引页列出了具有相同分子式的化学物（即同分異構體）条目。 除非您是有意链接至本页，否则应将相应条目的内部链接指向正确的条目。 |